# Gle Jong
Gle Jong is een bestuurslaag in het regentschap Aceh Jaya van de provincie Atjeh, Indonesië. Gle Jong telt 110 inwoners (volkstelling 2010).